# Phylloxera
Phylloxera er også en slægt i familien Phylloxeridae, se Phylloxera (slægt)
Vin phylloxera, vinpest eller vinlus er et insektskadedyr på vinstokke verden over, oprindeligt hjemmehørende i det østlige Nordamerika. Vin phylloxera (Daktulosphaira vitifoliae (Fitch 1855) tilhører familien Phylloxeridae, inden for ordenen Hemiptera); oprindeligt beskrevet i Frankrig som Phylloxera vastatrix; sidestilles med de tidligere beskrevne Daktulosphaera vitifoliae, Phylloxera vitifoliae. Insektet kaldes almindeligvis bare phylloxera (/fɪˈlɒksərə/; fra oldgræsk: φύλλον, blad og ξηρός, tørt).
Disse næsten mikroskopiske, lysegule saftsugende insekter, der er beslægtet med bladlus, lever af saften fra rødder og blade fra vinstokke (afhængigt af phylloxera-genetiske stamme). På Vitis vinifera kan de resulterende deformationer på rødder ("nodositeter" og "tuberøsiteter") og sekundære svampeinfektioner, gradvist afskære strømmen af næringsstoffer og vand til vinstokken. Lusenymfer danner også beskyttende galler på undersiden af vinblade af nogle Vitis-arter og overvintrer under barken eller på vinrødderne; disse bladgaller findes typisk kun på bladene af amerikanske vinstokke.
Amerikanske vinarter (såsom Vitis labrusca) har udviklet sig til at have flere naturlige forsvar mod phylloxera. Rødderne af de amerikanske vinstokke udsender en klæbrig saft, der frastøder lusenymfen ved at tilstoppe dens mund, når den forsøger at suge fra vinstokken. Hvis nymfen har succes med at skabe et fodringssår på roden, reagerer amerikanske vinstokke ved at danne et beskyttende lag af væv for at dække såret og beskytte det mod sekundære bakterie- eller svampeinfektioner.
I øjeblikket er der ingen kur mod phylloxera. Det eneste vellykkede middel til at bekæmpe phylloxera har været podning af phylloxera-resistente amerikanske grundstammer (normalt hybridvarianter skabt af Vitis berlandieri, Vitis riparia og Vitis rupestris-arter) til mere modtagelige europæiske Vitis vinifera-vinstokke.

## Yderligere læsning
- Boubals, Denis, "Sur les attaques de Phylloxera des racines dans le monde", Progres Agricole et Viticole, Montpellier, 110:416-421, 1993.
- Campbell, Christy, "The Botanist and the Vintner: How Wine Was Saved for the World", Algonquin Books, 2005.
- Ordish, George, "The Great Wine Blight", Pan Macmillan, 1987.
- Powell, Kevin, "Grape phylloxera: An Overview". In Root feeders An Ecosystem perspective (Eds S.N. Johnson & P.J. Murray) CAB International 2008.
- Benheim, Devin et al., "Grape phylloxera (Daktulosphaira vitifoliae) – a review of potential detection and alternative management options", Annals of Applied Biology, Volume 161, Issue 2, pages 91–115, September 2012